# Aptaun (Čikago)
Aptaun (engl. Uptown) je jedan od sedamdeset sedam gradskih oblasti u Čikagu.

## Istorija
Aptaun se nalazi oko Brodvej ulice (engl. Broadway Street), koja je i glavna ulica u Čikagu. Ovaj deo grada je poznat po mnogim zabavnim sadržajima.
Godine 1900. otvorena je crvena linija metroa je bila otvorena 1900. godine.
Posle Drugog svetskog rata, migracija iz grada ka prigrađu je dovela do smanjenja broja stanovnika u ovom delu grada. Tokom vremena, procenat stanovništva bele puti je pao ispod pedeset procenta populacije. Ovo se menja u zadnje vreme, pošto cene nekretnina beleže rast u Aptaunu što primorava siromašnije slojeve stanovništva (uglavnom manjine) da napuštaju ovaj deo grada.

## Četvrti
Aptaun ima četvrti: Buena Park, Šeridan Park (engl. Sheridan Park), Litl Vijetnam (engl. Little Vietnam), Margejt Park (engl. Margate Park) i Andersonvil Teras (engl. Andersonville Terrace).